# Кобильськ
Коби́льськ (рос. Кобыльск) — село у складі Кічменгсько-Городецького району Вологодської області, Росія. Входить до складу Кічмензького сільського поселення.

## Населення
Населення — 99 осіб (2010; 154 у 2002).
Національний склад (станом на 2002 рік):
- росіяни — 99 %